# Комін Олександр Миколайович
Олексáндр Миколáйович Кóмін (рос. Александр Николаевич Комин, 15 липня 1953, Вятські Поляни, Кіровська область, РРФСР, СРСР – 16 червня 1999, Кіров, Росія) – російський рабовласник та вбивця. Разом зі спільниками з 1995 до 1997 роки тримав в бункері глибиною 9 метрів, викопаним під його власним гаражем, в місті Вятські Поляни Кіровської області 4 жінок та 2 чоловіків; 4 в'язники були вбиті. Після суду вкоротив собі віку в СІЗО. 

## Біографія до злочинів
Олександр Комін народився 15 липня 1953 року в місті Вятські Поляни Кіровської області, де потім і скоїв свої злочини. Закінчив восьмирічну школу. У віці 18 років був засуджений на 3 роки за хуліганство. Відбуваючи покарання, працював на швейний фабриці при колонії. Ця робота йому настільки сподобалася, що, звільнившись, він закінчив технікум за цим фахом. Однак у невеликому місті реалізуватися як кравець Комін не зміг, тому працював сторожем, електриком, різноробочим.
Як пізніше розповість Комін, він, відбуваючи покарання за хуліганство, познайомився в колонії з одним ув'язненим, який був ув'язнений за утримання в підвалі декількох безхатьків, змушуючи їх працювати на себе. Тоді, за словами Коміна, він вперше побачив людину, яка користувалася владою над іншими, і захотів того ж самого. 

## Злочини

### Підготовка до злочинів
В радянську епоху, враховуючи досвід свого співкамерника, Комін ризикувати не став, однак розпад СРСР дав йому можливість втілити свій план в реальність.
Перш за все, Коміну потрібен був надійний партнер. Він запропонував своєму колезі по роботі Олександру Міхеєву свій план, і той погодився. Спочатку Комін планував організувати в своєму бункері парник з електропідігрівом, в якому б вирощувалися овочі. Згодом Комін та Міхеєв планували продавати їх в кафе. За їхнім планом, знизу працювали б не вони, а поневолені раби.
Комін мав власний гараж №198 в кооперативі «Ідеал», хоча в нього не було автомобіля. Якось Коміна осінило – він вирішив, що у виритому бункері він матиме власне швейне виробництво. Майже чотири роки Комін з Міхеєвим рили під гаражем підземний бункер, в якому зробили декілька кімнат, провели вентиляцію та електрику, а також зробили лебідку, що виконувала роль ліфта. До початку 1995 року підземна в'язниця була готова. 

### Злочини
Незабаром Комін з Міхеєвим почали пошук жертв. Ідеальним варіантом для них була молода швачка. Деякий час напарники ходили містом, шукали жертв на ринку та вокзалі, і 13 січня 1995 року біля школи №3 на вулиці Гагаріна Комін зустрів Віру Талпаєву, якій запропонував зустріти разом Старий Новий рік у хорошій компанії та привів до себе в гараж. Там Комін напоїв її горілкою, в яку був підмішаний клофелін. 
Талпаєву Комін ґвалтував, а шити вона не вміла. Комін розпитав в неї інформацію про швачку Тетяну Мельникову, яка повинна була стати наступною жертвою. Її точну адресу Талпаєва не назвала, а лише назвала вулицю – Парохідна. Вийшовши на пошуки, Комін зустрів на вулиці свого колишнього співкамерника Миколу Малих, який за неймовірним збігом обставин виявився співмешканцем Мельникової. Запропонувавши їм відзначити зустріч, він знову напоїв їх горілкою з клофеліном. Однак Комін розумів, що Малих, знаючи закони кримінального світу, ніколи не став би на нього працювати, і навіть являв собою небезпеку. Тоді Комін з Міхеєвим роздягнули його, вивели з гаража та залишили у непритомному стані у 20-градусний мороз. Його тіло знайшли через тиждень. Смерть Миколи Малиха не викликала в міліції підозр – за їхньою версією, колишній ув'язник перепив, заснув на вулиці та замерз насмерть.
Мельникова тим часом почала шити для Коміна халати та труси, які він продавав на ринках та підприємствах. Паралельно продовжувалося будівництво бункера, де Талпаєва була працівницею. Але користі від неї особливо не було, тож Комін вирішив знайти собі в'язника для земельної праці. 21 березня 1995 року в магазині на вулиці Урицького Комін з Міхеєвим зустріли міцного, але пиячого 37-річного Євгена Шишова. Той одразу погодився на випивку і скоро також опинився в бункері, але користі від Шишова не було: Комін з'ясував, що Шишов – електрик 4 розряду. Комін не міг припустити, щоб хтось з його полонених розібрався в електричних вузлах бункера та від'єднав сходи від струму. Тому Комін вирішив позбавитися від Шишова – для його страти він підготував електричний стілець, обмотав ноги та руки Євгена оголеними проводами, під'єднав до розетки та змусив Талпаєву та Мельникову натиснути на вимикачі одночасно. Тіло Шишова підійняли лебідкою наверх, вивезли в ліс та залишили там.
Оскільки Мельникова не могла задовольнити потреби Коміна, він випустив Талпаєву, щоб вона допомогла йому знайти нову в'язницю. 16 липня 1995 року Талпаєва привела в гараж до Коміна Тетяну Козикову, на яку за п'ять днів чекало судове засідання за дрібну крадіжку. Мельникова навчила Козикову шити.
Полонені жінки працювали по 16 годин на добу, їхня норма – 32 халати на добу. Невдовзі Мельникова та Козикова наважилися на втечу. Втілити план було складно через те, що гараж був відчинений, а сходи від'єднані від струму тільки тоді, коли Комін знаходився всередині. Коли Комін спустився до бункера, жінки зачинили його в одній з кімнат та кинулися тікати. Але втекти вони не встигли, оскільки Комін вирвався з кімнати та спіймав втікачок. Спочатку він побив їх, а потім запропонував їм вибір – або він розрізає їм роти до вух, або робить їм на лобах татуювання «РАБ». Ті обрали друге, що Комін і зробив. Також він повідомив своїм полоненим про нове правило – відтепер, коли він заходитиме до бункеру, він даватиме їм сигнал лампочкою, і жінки повинні будуть надягнути на себе нашийники, а ключи від них кинути на підлогу.
Тим часом Талпаєва повинна була шукати для Коміна нових в'язниць, але раптом зникла. Вирішивши, що вона втекла від нього, Комін продовжив пошуки самостійно, і невдовзі на вокзалі звернув увагу на 27-річну Тетяну Назимову, безпритульну. Однак Назимова була важко хвора фізично і психологічно, тож Комін тільки ґвалтував її. Однак через рік, коли вона набридла Коміну, він вбив її, напоївши гальмівною рідиною, перед цим залишивши без їжі на декілька днів. Також є версія, що Комін хотів просто відпустити її, але потім подумав, що вона може видати його, і вирішив вбити. Тіло жінки він повіз на санях до міського МОРГу, бажаючи залишити його біля входу, однак через 200 метрів від гаража він побачив перехожого, і, злякавшись його, кинув тіло посеред дороги та втік.
У січні 1997 року Комін неочікувано зустрів на вулиці зниклу Віру Талпаєву. Він запропонував їй вже нові умови співпраці: тепер вона повинна шукати базари для збуту продукції швейної фабрики за певну винагороду, а також приводити нових полонених. Через декілька днів Талпаєва привела в гараж до Коміна 22-річну Ірину Ганюшкину. Через деякий час Комін закохався в неї та запропонував їй одружитися. Окрім того, що Комін ґвалтував Ганюшкину, він також намагався штучно запліднити її за допомогою шприця, щоб вирощувати в своєму бункері нових рабів.
Незабаром Комін вбив свою першу полонену – Віру Талпаєву, напоївши її гальмівною рідиною. Але на відміну від Назимової, Талпаєва промучилася декілька годин. Причиною вбивства жінки було те, що вона попросила грошей в Коміна за приведення до бункеру Ганюшкиної.

## Арешт, слідство, суд, самогубство
Після того, як Комін закохався в свою полонену Ганюшкину та запропонував їй одружитися, Козикова та Мельникова, зрозумівши, що це їхній шанс на втечу, вмовили Ганюшкину погодитися. Злочинець, розуміючи, що Ірина може видати його, погрожував їй вбивством її 2-річної доньки. 21 липня 1997 року Комін залишив її без нагляду в своїй квартирі на вулиці Шкільній, 53, жінка скористалася моментом та побігла до міліції. Розповівши співробітникам міліції свою історію, їй одразу не повірили, але коли Ганюшкина назвала прізвища жінок, які з нею знаходилися в бункері, міліціянти зрозуміли, що імена та прізвища співпадають з іменами та прізвищами зниклих без вісті жінок. Тоді Ганюшкину попросили навзати ім'я свого викрадача та адресу бункера. 
Олександр Комін був заарештований того ж дня біля свого гаража. Щоб врятуватися від міліції, Комін направив оперативників вниз сходами, яка була під напругою і до якої проводами були прикручені два газових балони, щоб викликати вибух і таким чином знищити всі докази проти нього, однак Ганюшкина одразу попередила міліціянтів про сходи під напругою. Пробравшись до бункера, слідчі визволили Козикову та Мельникову, яким спершу зав'язали очі, щоб вони не осліпли від сонячного світла, а потім госпіталізували.
Комін та арештований вслід за ним Міхеєв зізналися у скоєнні чотирьох вбивств, викраденні шістьох людей, яких незаконно позбавили волі, використанні рабської праці, незаконному підприємстві, зґвлтуваннях та примушеннях.
У 1999 році Кіровський обласний суд засудив Олександра Коміна на довічне позбавлення волі. 16 червня того ж року, через 4 дні після винесення вироку, Комін вкоротив собі віку в камері, порізавши собі пахвову артерію. Його спільник Олександр Міхеєв був засуджений на 20 років позбавлення волі, звільнився у 2017 році (2 роки перебування під слідством були зараховані у вирок). Міхеєв помер у квітні 2022 року.

## В масовій культурі
- Фільми з циклу «Кримінальна Росія» – «Кооператив "В'язник"».
- Фільм з циклу «Слідство вели...» – «Бункер. Сучасна версія».
- Фільм з циклу «Кримінальна Росія» – «Оголені мерці».
- Документальний фільм в рамках японського серіалу «Маніяки ХХ століття».